# Suphakorn Sriphotong
Suphakorn Sriphotong (ศุภกร ศรีโพธิ์ทอง; nascido em 23 de outubro de 1993), apelidado de Pod (ป๊อด), é um ator tailandês contratado pela GMMTV. Ele é mais conhecido por seus papéis principais como Sun em Dark Blue Kiss (2019) e Tonhon em Tonhon Chonlatee (2020).

## Início da vida e educação
Suphakorn Sriphothong nasceu em Banguecoque, Tailândia em 23 de outubro de 1993. Ele se formou no ensino médio pela Princess Sirindhorn's College e obteve seu diploma de bacharel em Administração de Empresas (Artes Culinárias e Gestão de Cozinha) pela Dusit Thani College.

## Carreira
Pod ganhou uma medalha de bronze na competição de culinária de aves estilo livre (Júnior) na categoria individual da Copa Culinária Internacional da Tailândia (TICC) 2012. Ele então abriu uma loja de frango frito chamada "Deep Fly", que ele promoveu no programa The Route da GMMTV em 2016.
Ele começou sua carreira no entretenimento em 2018 como artista na GMMTV. Ele fez sua estreia como ator com o drama BL de 2018 Kiss Me Again, interpretando Sun. Em 2019, ele desempenhou um papel coadjuvante no drama 3 Will Be Free. No mesmo ano, ele estrelou o drama BL Dark Blue Kiss, onde reprisou seu papel como Sun como papel principal.
Em 2020, ele estrelou o papel titular de Tonhon na série Tonhon Chonlatee ao lado de Thanawat Rattanakitpaisarn. A série foi um sucesso e hit na Tailândia e em 33 países onde alcançou seguidores cult. Ele recebeu críticas positivas por sua interpretação de Tonhon, o que o levou a aumentar sua popularidade.

## Filmografia

### Séries de televisão
| Ano  | Título           | Personagem            | Notas            |
| ---- | ---------------- | --------------------- | ---------------- |
| 2018 | Kiss Me Again    | Sun                   | Papel recorrente |
| 2019 | 3 Will Be Free   | Leo                   | Papel recorrente |
| 2019 | Dark Blue Kiss   | Sun                   | Papel principal  |
| 2020 | Tonhon Chonlatee | Tonhon                | Papel principal  |
| 2022 | Devil Sister     | Jin                   | Papel recorrente |
| 2022 | Mama Gogo        | Mudaeng               | Papel recorrente |
| 2022 | My Dear Donovan  | Aood                  | Papel recorrente |
| 2023 | Hidden Agenda    | Wave                  | Papel recorrente |
| 2023 | Find Yourself    | Champ                 | Papel recorrente |
| 2024 | Beauty Newbie    | Third                 | Papel recorrente |
| 2024 | Wandee Goodday   | Ter Kawin Sukhaphisit | Papel recorrente |
| 2024 | Pluto            |                       | Papel convidado  |
| TBA  | Boys in Love     | Nat                   | Papel recorrente |